# Sehbehinderung

Langstockgeher als int. Logo für Blindheit oder Sehbehinderung (beim BSVÖ)

Eine Sehbehinderung ist eine meist dauerhafte Einschränkung der visuellen Wahrnehmungsfähigkeit. Man teilt sie allgemein in Schweregrade ein, die sich in der Regel am verbliebenen Ausmaß der Sehschärfe des besseren Auges orientieren (Sehrest). Die ausgeprägteste Form einer Sehbehinderung ist die Amaurose, die vollständige Form der Blindheit ohne jegliche optische Reizverarbeitung. Als Ursache können unterschiedliche organische, funktionelle oder optische Störungen in Frage kommen. Von diesen wiederum hängen Prognose und therapeutische Maßnahmen ab.

## Zum Begriff der Sehbehinderung
Die Kriterien dafür variieren je nach verwendeter Definition, zum Beispiel die der WHO oder des deutschen Sozialgesetzbuches.

### Einstufungen nach dem Berufsverband der Augenärzte in Österreich und Deutschland
- Sehbehinderung: bis zu einer maximalen Sehschärfe (Visus, nicht zu verwechseln mit der deutlichen Sehweite) von 0,3 auf dem besseren Auge
- hochgradige Sehbehinderung: bis zu einer maximalen Sehschärfe (Visus) von 0,05 auf dem besseren Auge
- Blindheit: bis zu einer maximalen Sehschärfe (Visus) von 0,02 auf dem besseren Auge
- Amaurose: keinerlei Lichtwahrnehmung und optische Reizverarbeitung vorhanden

Auch eine Einschränkung des Gesichtsfeldes auf weniger als 5 Grad gilt als Blindheit.
Die Werte gelten jeweils für eine Messung mit bestmöglicher Korrektur oder Sehhilfe (z. B. Brille oder Kontaktlinsen).

### Weitere Formen
Partiell-funktionale Sehbehinderungen sind Farbenblindheit oder Nachtblindheit. Zudem fallen auch bestimmte Erkrankungen bzw. Symptomatiken unter den Begriff der Sehbehinderung, auch wenn sie nicht den gesetzlichen Kriterien entsprechen. Hierzu zählen beispielsweise extreme Kurzsichtigkeit, Halbseitengesichtsfeldausfälle, Doppelbilder, Blickparesen, visueller Neglect oder Formen kortikaler Blindheit.

## Ursachen
Die Ätiologie von Sehbehinderungen kann sehr vielfältig sein. Zu den Ursachen gehören zum Beispiel:
- organische Veränderungen und Erkrankungen des Auges, insbesondere der Netzhaut, zum Beispiel Makuladegenerationen
- neurologisch bedingte Erkrankungen des Sehnervs und der übergeordneten Zentren, beispielsweise durch Tumoren, Aneurysmen, Schlaganfall, Entzündungen etc.
- funktionelle Behinderungen wie eine hochgradige Amblyopie
- Augenmuskelgleichgewichtsstörungen wie der Nystagmus

Prinzipiell lassen sich erworbene Behinderungen von angeborenen unterscheiden.

## Auswirkungen
Das Sehen spielt eine große Rolle für die Orientierung und das Erkennen von Gefahren, sodass sehbehinderte Menschen in diesen Bereichen auf Probleme stoßen können. Auch Infrastruktur ist meist auf sehende Menschen ausgelegt, wobei Ansätze wie Barrierefreies Bauen oder andere Bemühungen zur Barrierefreiheit die Selbstständigkeit und Teilhabe von Sehbehinderten erheblich verbessern können.
Außerdem werden Sehbehinderten häufig Vorurteile entgegengebracht, teilweise auch dieselben wie bei anderen Behinderungen (siehe Behindertenfeindlichkeit), zum Beispiel, dass sie in ihrer kognitiven Leistungsfähigkeit generell eingeschränkt seien. Dies führt dazu, dass sie oft nicht ihr volles Potenzial ausschöpfen können. Nur 27 % der blinden oder sehbehinderten Schüler besuchten 2008 eine Regelschule, obwohl es inzwischen für fast alle Bildungsinhalte geeignete Hilfsmittel gibt. Förderschulen mit dem Schwerpunkt Sehen unterrichten zwar grundsätzlich nach Bildungsplänen für Regelschulen, viele Blindenschulen bieten allerdings nur die Möglichkeit eines Hauptschulabschlusses an. Solche Hürden auf dem Bildungsweg schränken die Berufs- und Studienwahl von Menschen mit Sehbehinderung zum Teil bis heute ein.
Menschen mit Sehbehinderung haben oft auch große Probleme damit, dass sie von Menschen, die sich mit dem Thema nicht auskennen, missverstanden und manchmal sogar als Simulanten betitelt werden. Vielen Menschen ist nicht bewusst, dass es zahlreiche Sehbeeinträchtigungen gibt, die nicht korrigiert werden können und bei denen nicht einmal eine Brille getragen wird, sodass es sich um eine unsichtbare Behinderung handeln kann. Menschen mit Tunnelblick (sehr eingeengtem Gesichtsfeld) stoßen oft auf Unverständnis, da sie sich zwar kaum orientieren können und auf Hilfsmittel (zum Beispiel Blindenstock) angewiesen sind, aber beispielsweise Zeitung lesen können. Zudem kann das Sehvermögen etwa von der Tagesform des Betroffenen, der Anstrengung, der das Auge bereits ausgesetzt war, oder den Lichtverhältnissen abhängen. Ein Hauptanliegen der Sehbehindertenverbände ist daher Aufklärung.

## Kenntlichmachungen für sehbehinderte und blinde Menschen

### Österreich

Logo ÖNORM V 2106, verbindlich für den Straßenverkehr in Österreich

Gemäß § 3 StVO, dem Vertrauensgrundsatz, werden „Sehbehinderte mit weißem Stock oder gelber Armbinde“ ausdrücklich davon ausgenommen, dass der „Straßenbenutzer vertrauen darf, dass [diese] Personen die für die Benutzung der Straße maßgeblichen Rechtsvorschriften befolgen“, weil „diese Menschen besonderer Aufmerksamkeit durch andere Verkehrsteilnehmer bedürfen“. (→ Langstock-Geher haben in der Regel ein Orientierungs- und Mobilitätstraining absolviert).
 Diese Kennzeichnung ist zwar verbindlich gefordert, jedoch weder in der StVO noch anderweitig rechtlich näher geregelt. Gebräuchlich ist seit Langem ein auf einer Armbinde getragenes Symbol, bestehend aus drei im Dreieck angeordneten schwarzen Punkten auf gelbem Grund, das 1920 in Deutschland auf Grundlage eines damaligen Verkehrszeichens eingeführte Verkehrsschutzzeichen für Körperbehinderte. Allgemein standen zwei Punkte oben, ein Punkt unten für ‚sehbehindert oder blind‘, ein Punkt oben, zwei Punkte unten für ‚hörbehindert oder gehörlos‘.
Die österreichischen Blindenverbände waren schon länger bemüht, „eine Armbinde in neuem Design und modernen Stoffqualitäten zu entwickeln, die auch bei Dunkelheit besser erkennbar ist.“ Außerdem wollte man die „stigmatisierenden drei schwarzen Punkte durch ein anderes, eindeutiges und international möglichst gleichartiges Symbol“ ersetzen. Da seitens des Gesetzgebers keine Einwände bestanden, wurde mit der ÖNORM V 2106:2002-08-01 Gelbe Armbinden für blinde und sehbehinderte Menschen - Gestaltung und Abmessungen ein neues, verbindliches Logo geschaffen. Der „Mensch mit Langstock“ ist schon länger in Südwesteuropa üblich, und wurde nach ÖNORM als „schwarze geschlechtsneutrale Person mit Blinden-Langstock auf gelbem Grund“ definiert. Mit der StVO-Novelle 2005 waren auch hörbehinderte und gehörlose Menschen nicht mehr vom Vertrauensgrundsatz ausgenommen, sodass das traditionelle Symbol kein eindeutiges Kennzeichen der Zielgruppe des § 3 mehr darstellte.
Die neue Blindenarmbinde ist neben dem Logo mit rückstrahlenden Elementen und eingenähten reflektierenden Gewebestreifen versehen. Der Blindenstock muss mindestens zu zwei Dritteln weiß und sollte ebenfalls mit reflektierenden Elementen versehen sein. Die Kennzeichnung eines sehbehinderten oder blinden Straßenverkehrsteilnehmers „liegt in dessen Eigenverantwortung und Eigeninteresse.“ Eine gesetzliche Kennzeichnungspflicht gibt es nicht, eine verwendete Kennzeichnung ist aber für die anderen Verkehrsteilnehmer bindend.

## Behandlungsmöglichkeiten
Die Therapiemöglichkeiten hängen stark von Ausmaß und Ursache der Behinderung ab. Eine vollkommene Restitution ist selten möglich, oft werden entsprechende Rehabilitationsmaßnahmen notwendig.